# Romy Mars
Romy Croquet Mars, ou plus simplement Romy Mars (née le 26 novembre 2006 à Paris) est une actrice et chanteuse américaine.

## Biographie
Romy Croquet Mars nait le 26 novembre 2006 à Paris,. Issue de la famille Coppola, elle est la fille de la réalisatrice Sofia Coppola et de Thomas Mars, le chanteur du groupe Phoenix. Son prénom est un hommage à son oncle Roman Coppola. Sa famille célèbre lui vaut d'être qualifiée de nepo baby.
Elle grandit à Paris jusqu'en 2010 lorsque sa famille emménage à West Village, un quartier de l'arrondissement de Manhattan à New York.
En 2020, à l'âge de treize ans, elle pose pour une campagne publicitaire du label Heaven de Marc Jacobs.
Elle se fait remarquer sur TikTok en 2023 en postant une vidéo visionnée plusieurs dizaines de millions de fois avant d'être supprimée de la plateforme.
Elle monte les marches du Festival de Cannes pour la première fois durant l'édition 2024 à l'occasion de la projection en avant-première de Megalopolis, un film réalisé par son grand-père Francis Ford Coppola dans lequel elle tient un petit rôle.
Alors qu'elle écrit des chansons depuis l'âge de douze ans, elle sort ses deux premiers titres, Stuck Up et From a Distance, en mai 2024. Ceux-ci sont composés par Claud (en).
La même année, elle interprète Kayla dans le troisième épisode de la première saison de English Teacher, une série télévisée créée par Brian Jordan Alvarez et diffusée sur FX.
Son troisième single, A-Lister, sort le 9 mai 2025 via le label Practice Records. Son clip vidéo est réalisé par sa mère Sofia Coppola.

## Filmographie

### Cinéma
- 2024 : Megalopolis : une journaliste

### Séries télévisées
- 2024 : English Teacher : Kayla (saison 1, épisode 3)

## Discographie

### Singles
- 2024 : Stuck Up / From a Distance
- 2025 : A-Lister